# RTP África
RTP África ist ein seit 1998 existierender antennengebundener Fernsehkanal für die portugiesischsprachigen Länder Afrikas im Besitz des portugiesischen Telekommunikationsunternehmens Rádio e Televisão de Portugal (RTP). Das Programm stammt von öffentlichen und privaten Fernsehsendern in Portugal sowie von afrikanischen, öffentlichen Sendern. RTP África hat eigene Nachrichten-, Ernährungs- und Musikshows. Der Sender wurde speziell konzipiert für die lusophonen (portugiesischsprachigen) Länder Afrikas Angola, Äquatorialguinea, Guinea-Bissau, Kap Verde, Mosambik, São Tomé und Príncipe und den kulturellen Austausch zwischen ihnen und Portugal sowie für die portugiesischstämmigen Bevölkerungsteile dieser Länder. Gemäß einer Vereinbarung sendet RTP África auch portugiesisch synchronisierte Programme der Vereinten Nationen.
Das Primetime-Nachrichtenprogramm von RTP, Repórter África, legt seinen Schwerpunkt auf tägliche Nachrichten für die genannten fünf lusophonen Länder. Häufig ist es die einzige unabhängige Nachrichtenquelle dieser Länder und fand sich deshalb in der Kritik dortiger Regime, insbesondere der Regierung von São Tomé und Príncipe und des ehemaligen Regimes von Guinea-Bissau. In Guinea-Bissau wurde der Sender bereits für einige Wochen wegen "unkontrollierter Nachrichtenverbreitung" aus dem Empfang genommen. Fórum Africa ist ein wöchentliches Interviewprogramm, das von den fünf afrikanischen Delegationen von RTP produziert wird.
Música d'África, das aus Mosambik gesendet wird, ist die Musikshow des Senders, mit afrikanischen Musik-Videoclips und Musikreports. Mit Massave aus Mosambik und Top Crioulo aus Kap Verde gibt es auch lokale Musikshows. Artes e Espectáculos ist eine Kunstsendung, die aus Kap Verde kommt und Latitudes ein Kulturprogramm, das sich auf die afrikanische Migrantengemeinde in Portugal bezieht.
RTP sendet außerdem Seifenopern, Spielfilme, Serien, Dokumentationen und afrikanische Unterhaltungsshows. In Afrika ist der Sender vor allem durch die Sendungen über die Portugiesische Fußballliga bekannt, da in den betreffenden Ländern Afrikas die meisten Fußballfans Unterstützer portugiesischer Vereine sind. Bekannt ist der Sender zudem für seine Kochshows Na Roça com os Tachos aus São Tomé (internationaler Titel: The Cooking of the Enchanted Islands) und Moamba aus Angola.